# イオンモールつくば

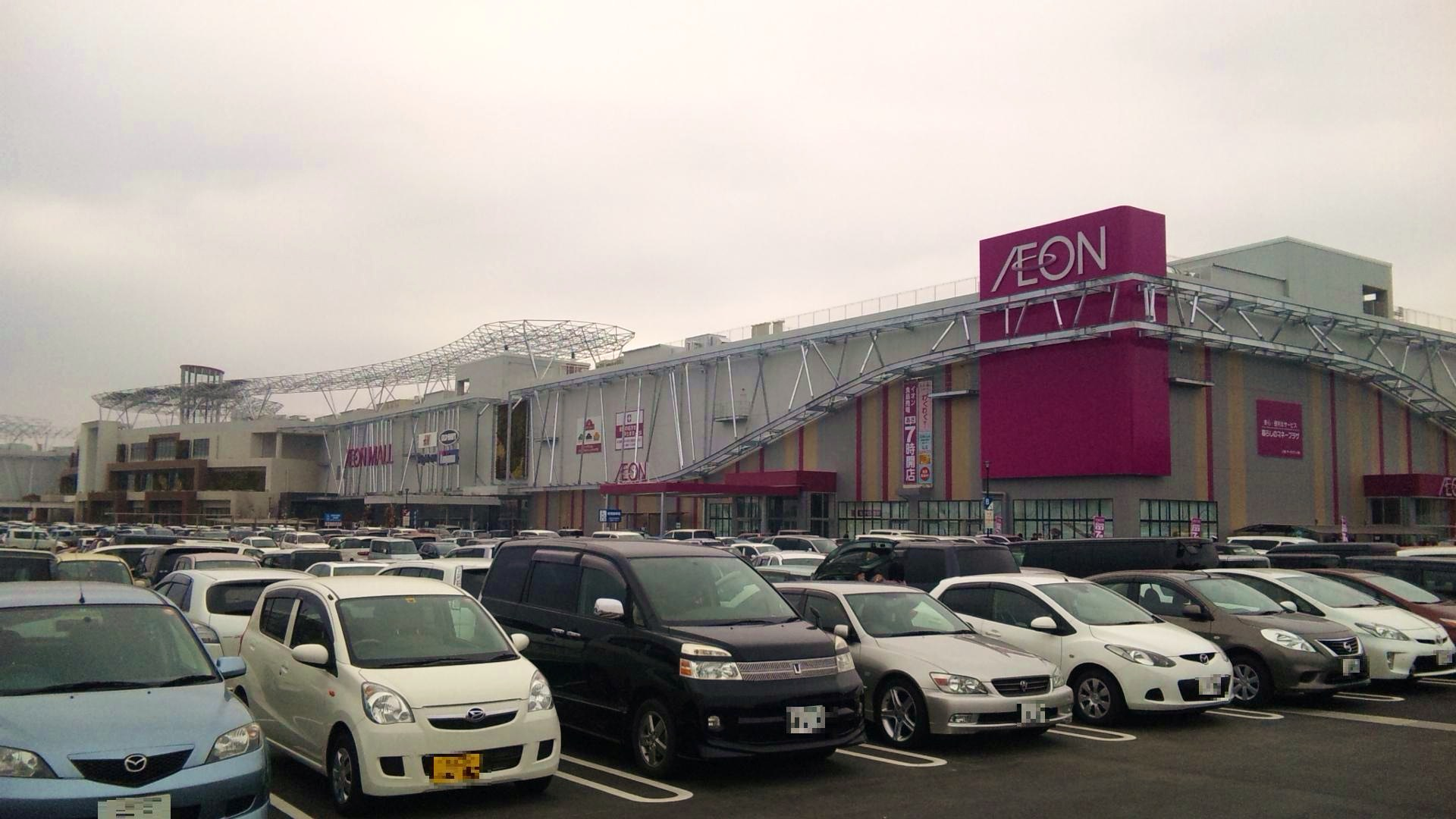
モール棟

イオンモールつくばは、茨城県つくば市稲岡に所在し、イオンモール株式会社が運営・管理するショッピングセンターである。

## 概要
圏央道つくば牛久インターチェンジ付近に位置する。延床面積はおよそ105,000 m²で、約200店舗が入居する。
用地交渉、行政手続など約8年かけて、2013年 (平成25年) 3月15日に開業した。キャッチコピー (コンセプト) は「あなたに、クオリティ・ライフを。」である。
モール棟のほかに外部棟が3棟ある。そのうち「イーストヴィレッジ」と「ウエストヴィレッジ」は、茨城県内の農業法人などによって設立された企業が農産物直売所やレストランを運営している。開業当初は年間来場者数1000万人を見込んでいた。

## テナント
モール棟は1-3階が店舗、4階が屋上駐車場、外部棟はすべて平屋である。核店舗は総合GMSのイオンつくば店で、モール棟1-3階の北東側にある。
その他モール棟1階にはレストラン街、2階にはUSシネマ、3階にはフードコートがある他、多くの衣料品、雑貨店が軒を連ねる。
外部棟には大型ショッピングモールに入居しているという点では全国的にも珍しいキャンピングカーの専門店などがある。